# Stazione di Örebro Centrale
La stazione centrale di Örebro (in svedese Örebro centralstation) è la stazione ferroviaria principale di Örebro, Svezia.